# Malandry
Malandry település Franciaországban, Ardennes megyében. Lakosainak száma 79 fő (2022. január 1.). Malandry La Ferté-sur-Chiers, Sailly, Vaux-lès-Mouzon, Villy, Autréville-Saint-Lambert, Inor és Olizy-sur-Chiers községekkel határos.

## Népesség
A település népességének változása:
| Lakosok száma | 96   | 83   | 62   | 64   | 84   | 88   | 82   | 79   | 78   | 79   |
|               | 1968 | 1982 | 1990 | 2006 | 2013 | 2015 | 2017 | 2019 | 2020 | 2022 |